# باغ عباس (فريمان)
باغ عباس (بالفارسية: باغ عباس) هي قرية تقع في قسم بالابند الريفي (مقاطعة فريمان) في إيران. يقدر عدد سكانها بـ 355 نسمة بحسب إحصاء 2016.